# 佩尼亚-德弗兰萨 (印度)
佩尼亚-德弗兰萨（葡萄牙語：Penha de França），是印度果阿邦North Goa县的一个城镇。总人口15375（2001年）。

## 人口
该地2001年总人口15375人，其中男性8199人，女性7176人；0—6岁人口1513人，其中男760人，女753人；识字率80.66%，其中男性为82.95%，女性为78.04%。